# Centralna Szkoła Podoficerów Pilotów Lotnictwa
Centralna Szkoła Podoficerów Pilotów Lotnictwa (CSPPL) – placówka szkolnictwa wojskowego II Rzeczypospolitej, istniejąca w latach 1926-1933 w Bydgoszczy, od 1929 roku w składzie Centrum Wyszkolenia Podoficerów Lotnictwa w Bydgoszczy. 

## Historia
Szkoła powstała w listopadzie 1926 roku na bazie Niższej Szkoły Pilotów w Bydgoszczy istniejącej od 1920 roku. Funkcje wykładowców i instruktorów pełnili między innymi: mjr pil. Jerzy Garbiński, mjr pil. Donat Makijonek, mjr pil. Bolesław Stachoń, kpt. pil. Zygmunt Pistl, por. pil. Janusz Meissner, por. pil. Bohdan Kleczyński, por. pil. Ludwik Szul. Dysponowano sprzętem szkoleniowym produkcji francuskiej i polskiej m.in. samolotami Hanriot H.19 i H.28, Morane-Saulnier MS.35, Caudron G.III, Potez XV i XXVII, Breguet 14 oraz myśliwcem Blériot-SPAD S.61. W placówce szkolono podoficerów pilotów lotnictwa liniowego. W pakiecie nauki teoretycznej znajdowały się przedmioty: strzelanie i bombardowanie, gazoznawstwo, terenoznawstwo, geografia wojskowa, historia Wojska Polskiego, budowa silników i płatowców, służba łączności, fizyka, mechanika, aerodynamika, radiotelegrafia, meteorologia, aeronawigacja, organizacja wojskowa oraz obrona przeciwlotnicza. Nauka praktycznego pilotażu trwała rok kolejno w trzech eskadrach (pilotaż wstępny, podstawowy i na samolotach bojowych). W szkole organizowano również kursy unifikacyjne dla instruktorów pilotażu.
W 1929 roku Centralna Szkoła Podoficerów Pilotów Lotnictwa została włączona w skład Centrum Wyszkolenia Podoficerów Lotnictwa (CWPL) w Bydgoszczy i została przemianowana na Szkołę Podoficerów Pilotów Lotnictwa. W 1933 roku kadrę oficerską oraz eskadry szkolne i ćwiczebne przeniesiono do Lotniczej Szkoły Strzelania i Bombardowania w Grudziądzu (LSSiB). W zamian tego w 1930 w Bydgoszczy zorganizowano Szkołę Podoficerów Lotnictwa dla Małoletnich (SPLdM).  

## Sprzęt

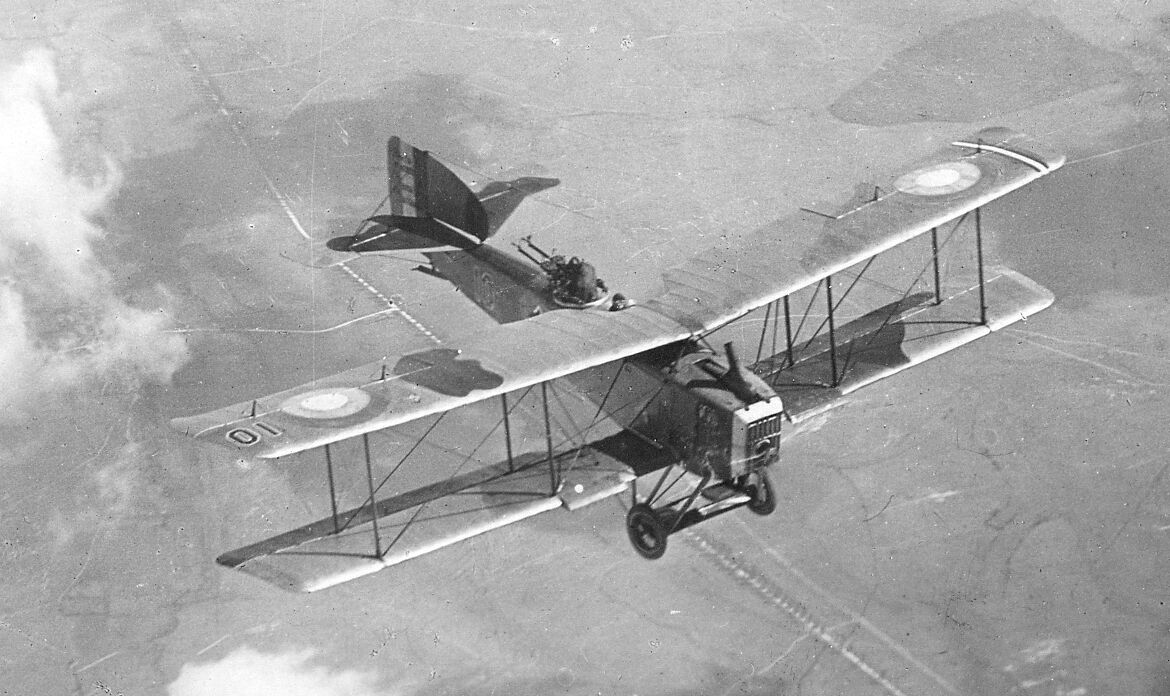
Breguet 14
Potez XXV
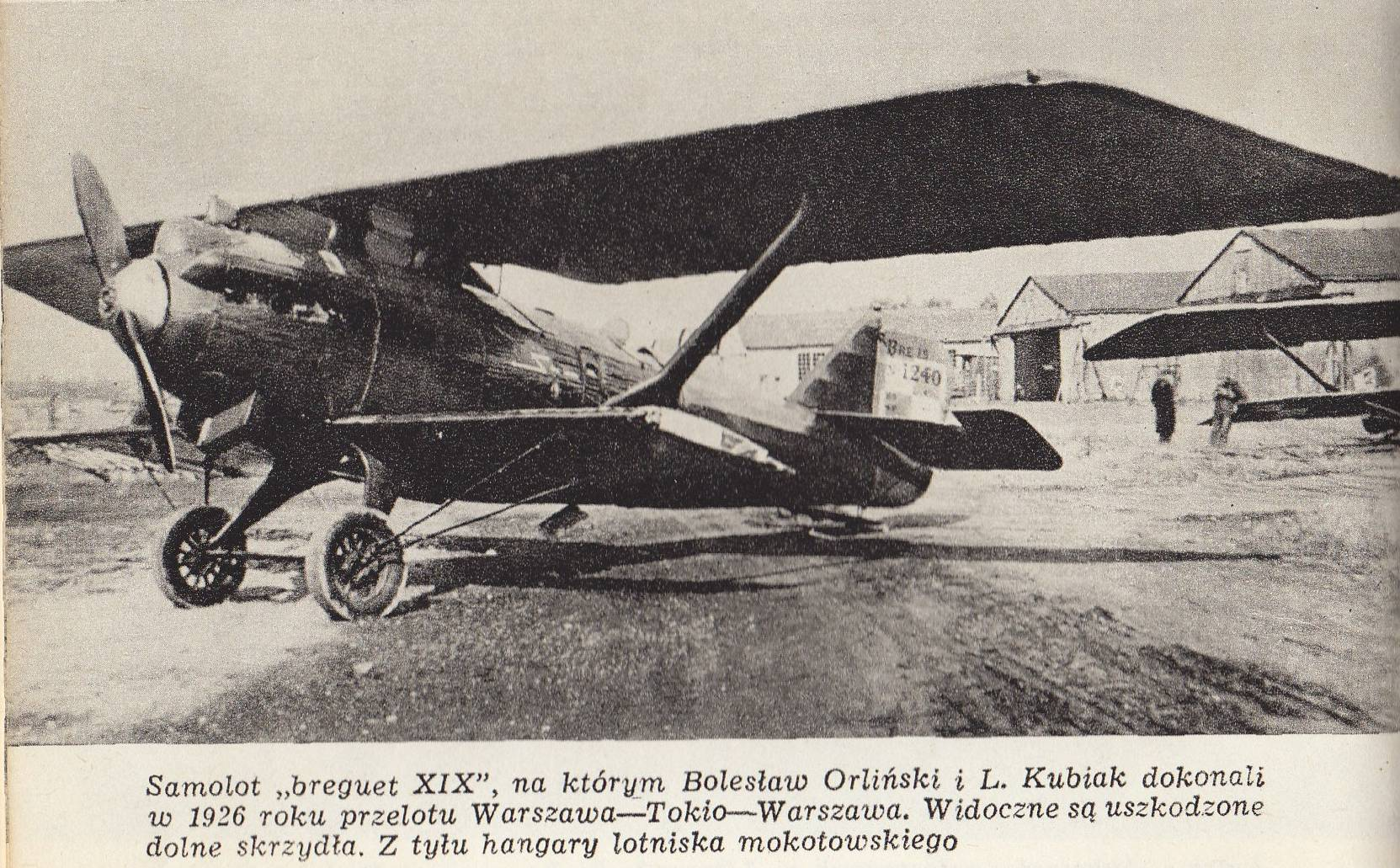
Breguet 19
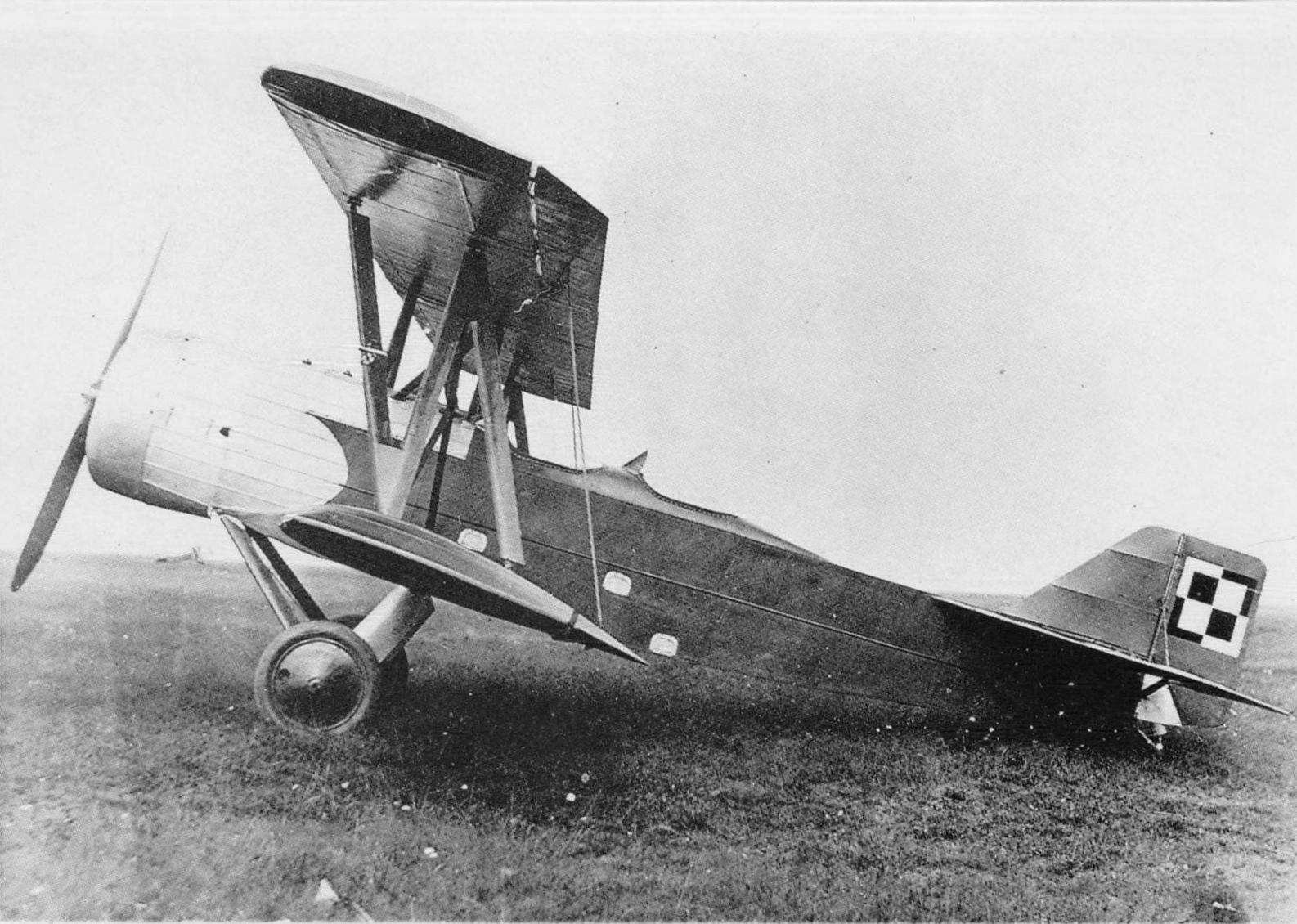
Bartel BM-4
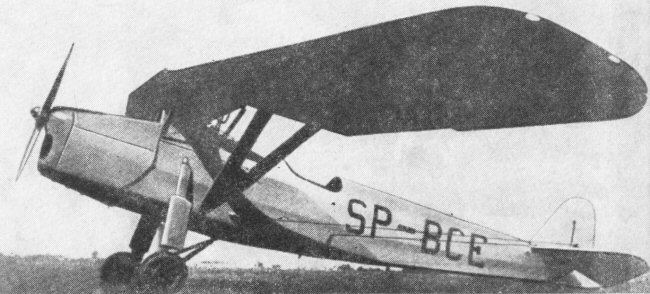
RWD-8

W 1927 w Centralnej Szkole Podoficerów Lotnictwa i jej parku lotniczym używano i składowano prawie wszystkie sprowadzone z Francji lub wyprodukowane na licencji w Polsce samoloty Hanriot H.19. W latach 1926–1929 dysponowano także 6-8 samolotami Breguet 14, a w latach 1927-1928 szkołę doposażono w powszechnie występujące w pułkach lotniczych maszyny Potez XXV, Potez XXVII i Breguet 19.
W maju 1929 roku przybyło 10 seryjnych samolotów szkolnych polskiej konstrukcji typu Bartel BM-4 z Wielkopolskiej Wytwórni „Samolot”. Od 1933 używano samolotów RWD-8.

## Komendanci
- 1926-1927 mjr pil. Tadeusz Prauss
- 1927-1933 płk pil. Jerzy Borejsza

## Absolwenci

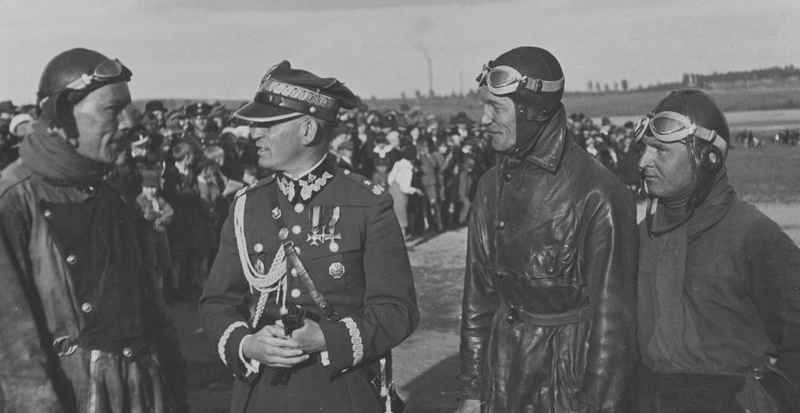
Tzw. „trójka Bajana” w 1933 roku. Karol Pniak drugi z prawej

- Karol Pniak (1930) – major pilot Wojska Polskiego, as myśliwski II wojny światowej.